# Massimiliano Virgilii
Massimiliano Virgili (Roma, 18 marzo 1967) è un attore, doppiatore e direttore del doppiaggio italiano.

## Biografia
Laureato in giurisprudenza, debutta come attore di teatro a metà degli anni Ottanta interpretando diverse commedie di Aldo De Benedetti (Appuntamento d'amore e Non ti conosco più), curando anche la regia. È nipote dell'attore e doppiatore Manlio De Angelis, cugino dei doppiatori Vittorio De Angelis ed Eleonora De Angelis e padre del doppiatore Lorenzo Virgilii (nato nel 2008). Dagli anni Novanta, lavora come attore in varie fiction televisive, su tutte Il maresciallo Rocca, dove recita in tutte le stagioni interpretando il carabiniere Carmelo Russo.
In TV recita inoltre, in La squadra, nella prima stagione di Un medico in famiglia e in Don Matteo 5. Sul grande schermo ha recitato in alcune pellicole tra il 1999 ed il 2003, tra di esse Il conte di Melissa accanto a Lorenzo Flaherty, Intrigo a Cuba nel ruolo del protagonista Max assieme a Carolina Marconi e Il latitante di Ninì Grassia, dove interpreta il Commissario Criscimano accanto a Tony Sperandeo.
Svolge inoltre da tempo l'attività di doppiatore di numerosi film e serie televisive statunitensi, tra cui Stargate Atlantis, Justified, Il fuggitivo e Underworld, ma per gli appassionati di animazione giapponese è noto perché ha prestato la sua voce a Duke Fleed nel film d'animazione pilota di Ufo Robot Goldrake (UFO Robot Gattaiger - La grande battaglia dei dischi volanti) e anche a Ryoma Nagare di Getter Robot e Getter Robot G o Fei-yan Liu della serie Ken il guerriero.

## Vita privata
Massimiliano Virgilii è sposato con Vincenza Giamunno, ex fotomodella, dalla quale ha avuto due figli. Nel 1999 è stato sposato per poco più di un mese con l'attrice Claudia Pandolfi matrimonio poi annullato dalla sacra rota.

## Filmografia

### Cinema
- Il conte di Melissa, regia di Maurizio Anania (2000)
- Il latitante, regia di Ninì Grassia (2003)
- Intrigo a Cuba, regia di Riccardo Leoni (2004)
- Exuvia, regia di Leonardo Silvestri (2022)
- 2021 odissea nello spazio covid, regia di Pierfrancesco Campanella. (cortometraggio) (2023)

### Televisione
- Il maresciallo Rocca, regia di Giorgio Capitani, Josè Maria Sànchez e Fabio Jephcott (1996-2005)
- Un medico in famiglia, regia di Riccardo Donna (1998)
- Il procuratore, regia di Danilo Massi (2000)
- Storia di guerra e d'amicizia, regia di Fabrizio Costa (2002)
- La squadra, regia di Cristiano Celeste (2002)
- Coral Bay, regia di Alberto Manni (2004)
- Don Matteo 5, regia di Carmine Elia - Episodio Il cavallo vincente (2006)
- Il maresciallo Rocca e l'amico d'infanzia, regia di Fabio Jephcott (2007)
- L'infiltrato - Operazione clinica degli orrori, regia di Cristiano Barbarossa e Giovanni Filippetto (2014)

### Teatro
- Il destino degli specchi, regia di L. Faraone (1986)
- Sarto per signora, regia di P. Cigliano (1987)
- Il berretto a sonagli, regia di M. Russo (1988)
- D'autore e d'accordo, regia L. Faraone (1989)

## Pubblicità
- Linkem (2014)

## Doppiaggio

### Film
- Jean Dujardin in November - I cinque giorni dopo il Bataclan
- Oscar Isaac in 1981: Indagine a New York
- Colin Salmon in Punisher - Zona di guerra, The Last Vampire - Creature nel buio
- Joseph Fiennes in Correndo con le forbici in mano
- Steve Zahn in Management - Un amore in fuga
- Johnny Strong in Black Hawk Down
- James Caviezel in Wyatt Earp
- Jeremy Sisto in Identità sospette
- Zach Galifianakis in Operation: Endgame
- Walton Goggins in Machete Kills, Officer Down - Un passato sepolto
- Tom Hollander in Hanna
- Cole Hauser in Il nascondiglio del diavolo
- Tzi Ma in Dante's Peak - La furia della montagna
- Mike Epps in Jumping the Broom - Amore e altri guai
- Martin Henderson in Little Fish
- Orlando Jones in Aiuto vampiro
- Bobby Cannavale in Il superpoliziotto del supermercato
- Nick Swardson in 30 Minutes or Less
- Ethan Embry in Vacancy
- Linden Ashby in Last Night - Morte nella notte
- Allen Payne in La tempesta perfetta
- Eric Stoltz in Le regole dell'attrazione
- Jeremy Strong in Gli invisibili
- Al Sapienza in Margin Call
- Bob Hess in Bella, pazza e pericolosa
- Cuba Gooding Jr. in Codice d'onore
- Richard D. Sharp in Mission: Impossible
- Raphael Sbarge in Le parole che non ti ho detto
- Danny Denzongpa in Yudh
- S. J. Surya in Spyder
- Amir Talai in The Circle
- James Nesbitt in Svegliati Ned
- D. B. Sweeney in Megalopolis
- Tom Sizemore in Nato il quattro luglio
- Bradley Cooper in Superman

### Film d’animazione
- Tagoma in Dragon Ball Z - La resurrezione di 'F'
- Zoll in Capitan Harlock - L'Arcadia della mia giovinezza
- Duke Fleed in UFO Robot Gattaiger - La grande battaglia dei dischi volanti[1]
- Ravus Nox Fleuret in Kingsglaive: Final Fantasy XV[2]
- signor Suzuki in Shinko e la magia millenaria[3]

### Serie televisive
- Jason Momoa in Il Trono di Spade, Stargate Atlantis
- Walton Goggins in Justified
- Martin Henderson in Virgin River
- Kim Byung-chul in Non siamo più vivi
- Steven Ogg in The Walking Dead: Dead City

### Serie animate
- Ethan 'Gomma Americana' Tate (st. 5), Direttore Warden Vogel (st. 6+), Dwayne (ep. 4x02), Borax Kid (ep. 7×05), Kyle MacLachlan e altri personaggi in Futurama[4][5]
- Khane in Mao Dante[6]
- Takeshi Nakazato in Initial D[7]
- Kats ne I cieli di Escaflowne[8]

### Videogiochi
- Ufficiale Jacobi in Tom Clancy's The Division 2 (2019)[9]
- Lokattok in Horizon Forbidden West (2022)[10]
- Blanchard in Call of Duty: Black Ops 6 (2024)[11]